# Зоран Мароевић
Зоран Мароевић (Матуљи, код Опатије, 27. април 1942 — Београд, 24. април 2019) био је југословенски и српски кошаркаш.

## Биографија
Рођен је у Матуљима код Опатије, 27. априла 1942. године. Као млад тренирао је ватерполо и рукомет. Пуну кошаркашку афирмацију доживео је у ОКК Београду за који је играо пуних осам година. Од 1964. до 1970. године члан је репрезентације Југославије, за коју је одиграо 112 утакмица. Био је у генерацији коју су између осталих чинили Радивој Кораћ, Иво Данеу, Трајко Рајковић и Владимир Цветковић.
Са кошаркашком репрезентацијом Југославије освојио је злато на Медитеранским играма 1967. године, сребро на Олимпијским играма 1968. и сребрну медаљу на Европском првенству у кошарци 1969. године у Италији.
Преминуо је 24. априла 2019. године у Београду.
Сахрањен је у Алеји заслужних грађана на Новом гробљу у Београду.